# Moana Pūtakitaki Lagoon
Die Moana Pūtakitaki Lagoon ist eine Lagune auf der Insel Ruapuke Island, die zur Region Southland von Neuseeland gehört.

## Geographie
Die Moana Pūtakitaki Lagoon befindet sich im östlichen Teil von Ruapuke Island, die rund 14 km südlich der Südküste der Südinsel von Neuseeland zu finden ist. Von ihrer Form her ist die Lagune die längste und schmalste ihrer Art auf der Insel. Sie besitzt eine Länge von rund 1,5 km und nimmt in etwa eine Fläche von 11 Hektar ein. Die Uferlinie misst geschätzte 3,3 km. In der südlichen Hälfte der Lagune stellt ein gut 450 m langer und bis zu 80 m breiter Streifen einen Zugang zum Pazifischen Ozean her.